# Santuario de Santa Teresa de Los Andes
El Santuario de Santa Teresa de Los Andes es un recinto religioso situado en la comuna de Rinconada, Región de Valparaíso, Chile. Fue construido para albergar a los miles de fieles que desean venerar las reliquias de Santa Teresa de Los Andes, la primera Santa de Chile. 

## Historia

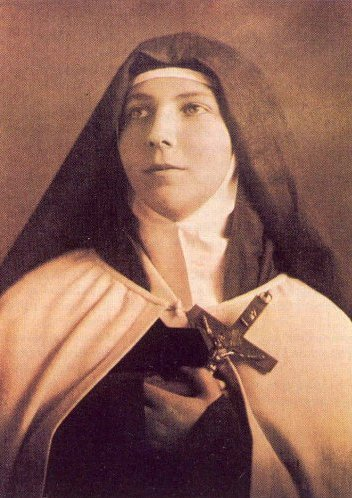
Santa Teresa de Los Andes

Santa Teresa de Jesús de Los Andes (Juana Enriqueta de Los Sagrados Corazones Fernández Solar) es la primera santa en Chile y primera Carmelita latinoamericana que ha alcanzado el honor de los altares. Nació en Santiago el 13 de julio de 1900. Desde muy pequeña tuvo una gran devoción a la Virgen María, por lo que en 1919, ingresó el 7 de mayo al Monasterio del Espíritu Santo de las religiosas Carmelitas Descalzas, tomando el nombre de "Teresa de Jesús", no alcanzó a vivir un año allí, falleció el 12 de abril de 1920. Posteriormente a su muerte, donde las religiosas ya aseguraban que había entrado ya santa. Desde la década de 1940, existen registros de feligreses que atribuyen milagros a la intervención de Santa Teresa, aumentando en cantidad con el pasar de los años, obligando su traslado y el de la comunidad  a la localidad de Auco.
A fines de la década de 1980, con motivo de la Visita de Juan Pablo II a Chile, se realiza la beatificación de Santa Teresa de Los Andes, el 3 de abril de 1987, ese mismo año, el recinto religioso ubicado en Los Andes, es declarado Monumento nacional de Chile, para que al año siguiente, el 16 de enero de 1988, el actual santuario iniciara su construcción, siendo inaugurada en diciembre del mismo año. El santuario es administrado por  la Fundación Teresa de los Andes y  sólo se mantiene de las donaciones de sus peregrinos, por lo cual constantemente solicita colaboración para su mantenimiento.

## Instalaciones
En la cripta se observan sendos murales que relatan la vida y mensaje de Teresa de Los Andes, son obra de la religiosa benedictina Hna. Alejandra Izquierdo, ayudada por el entonces joven muralista Gonzalo Correa. Este último, también pintó una hermosa alegoría de luz con detalles geométricos, en el ábside del Templo (parte superior del Santuario), donde se venera la imagen de Nuestra Señora del Carmen y bajo la cual está el Tabernáculo con el Santísimo Sacramento. 

Los encargados del área pastoral son, desde mayo de 1988, los Padres Carmelitas Descalzos y las Hermanas Carmelitas Misioneras Teresianas

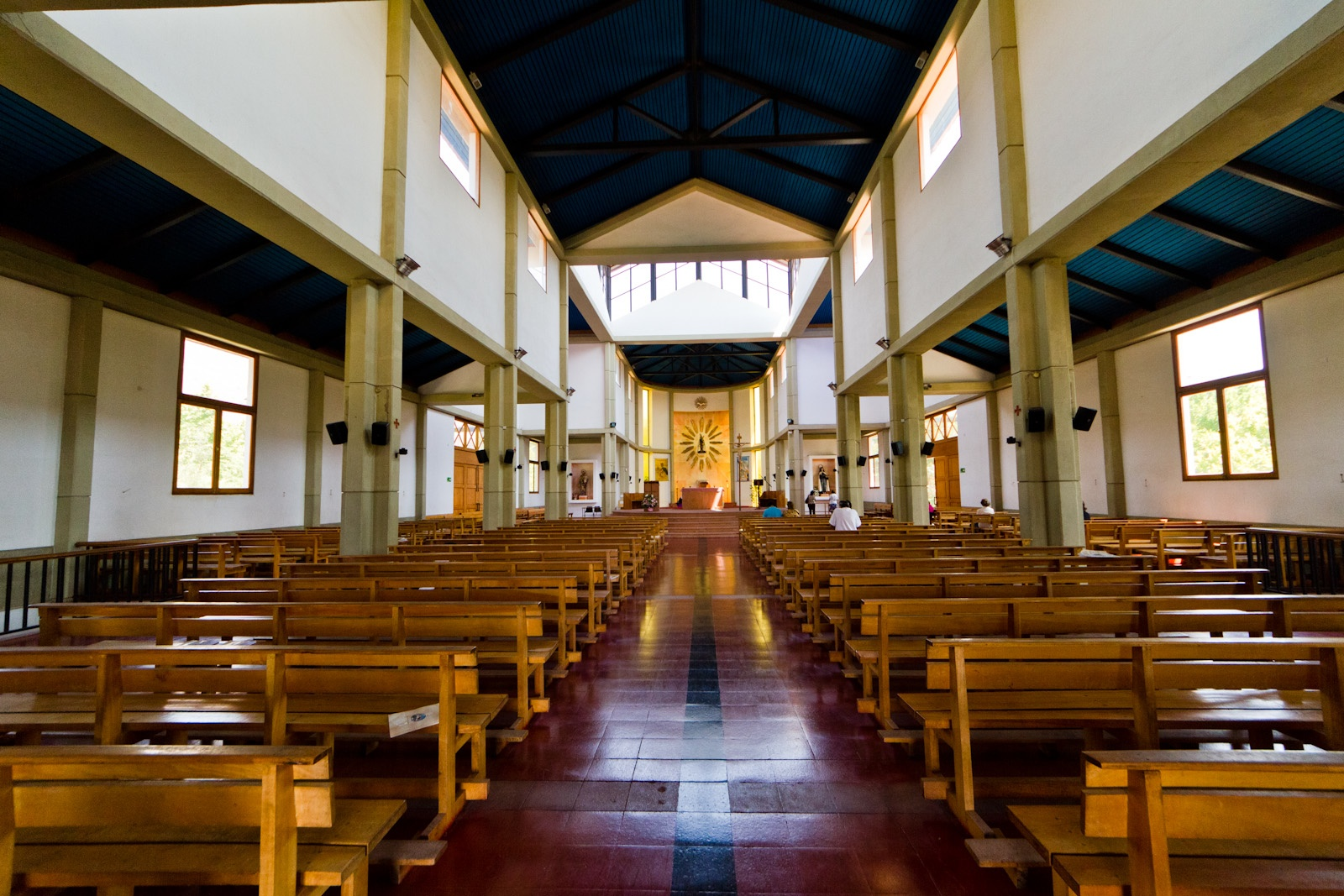
Interior de la capilla
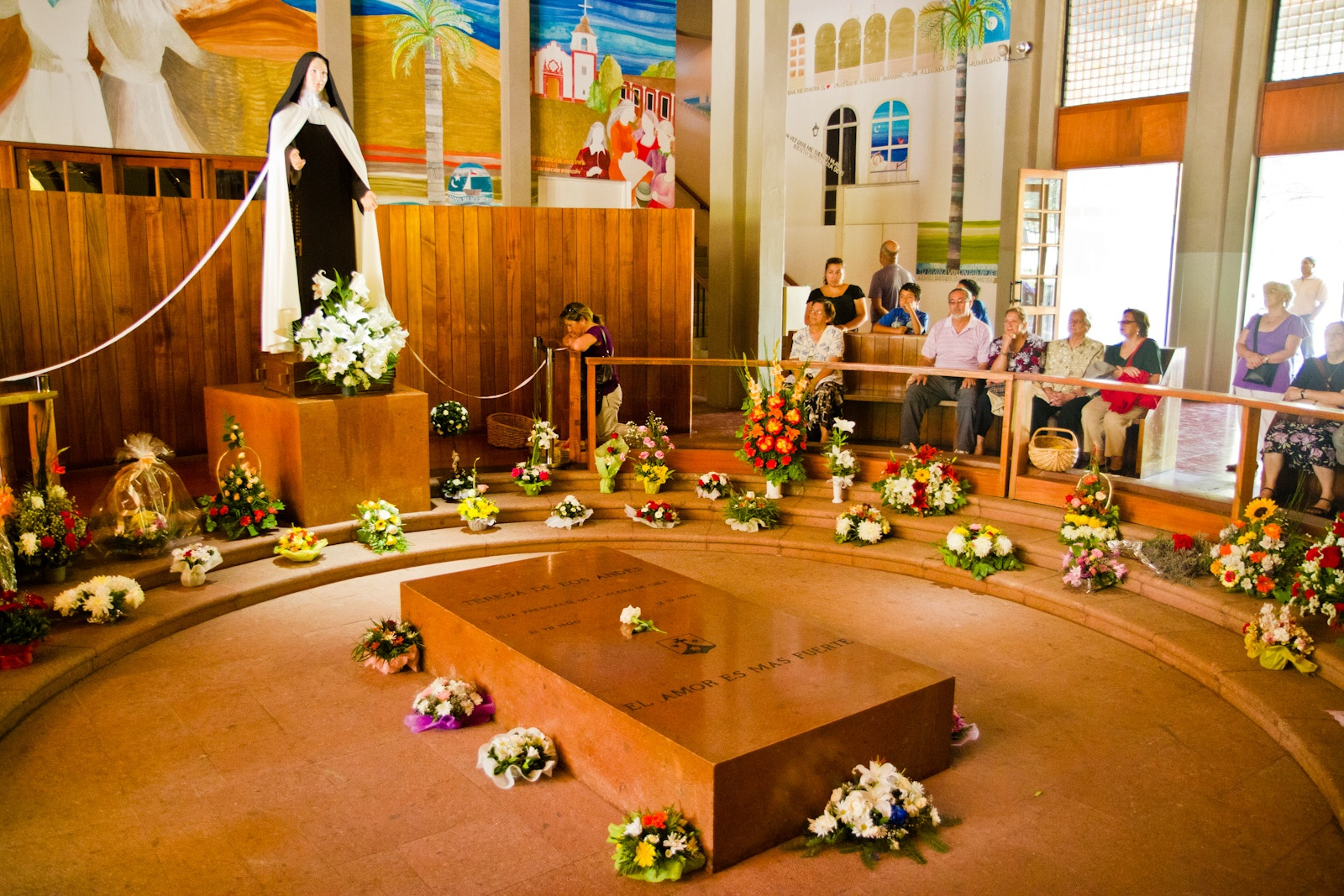
Cripta de Santa Teresa de Los Andes

## Peregrinación

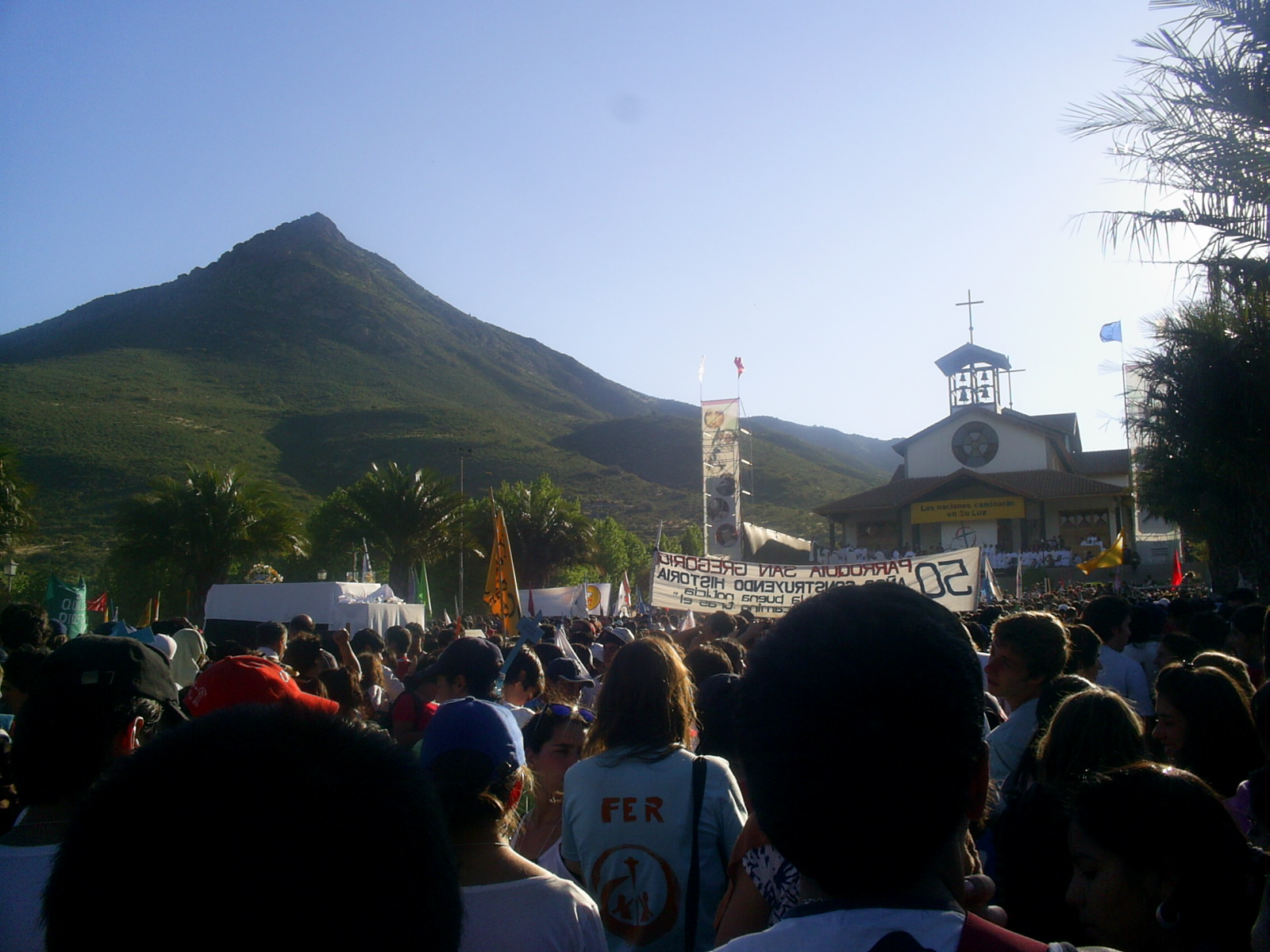
Explanada del santuario durante celebración de eucaristía, después de la peregrinación de 2009.

El penúltimo sábado del mes de octubre, se realiza la peregrinación al Santuario de Auco, denominada "Peregrinación Juvenil: De Chacabuco al Carmelo, un camino de Santidad", cual también es simplificada como "Caminata de Los Andes". Es organizada desde 1990 por la Vicaría de la Esperanza Joven del Arzobispado de Santiago de Chile y consiste en una caminata, cuyo trayecto de veintisiete kilómetros, conecta a la localidad de Casas de Chacabuco, en la comuna de Colina, de la Región Metropolitana, con el santuario en la Región de Valparaíso, a través de la cuesta de Chacabuco. En contexto del Estallido social en Chile, la peregrinación del año 2019 fue suspendida, mientras que, durante la Pandemia de COVID-19 en Chile, la peregrinación del 2020, fue animada de manera virtual.
La Fiesta Litúrgica de Santa Teresa de Los Andes es celebrada con gran solemnidad el día 13 de julio de cada año, en la Misa del mediodía, contando con la asistencia de los Señores Obispos, autoridades y numerosos fieles.